# Sarrià de Ter
Sarrià de Ter is een gemeente in de Spaanse provincie Girona in de regio Catalonië met een oppervlakte van 4 km². Sarrià de Ter telt 5.035 inwoners (1 januari 2016).

## Demografische ontwikkeling
Bron: INE, 1857-2011: volkstellingen
Opm.: In 1975 werd Sarrià de Ter bij de stad Gerona gevoegd; in 1983 werd de aanhechting ongedaan gemaakt

## Geboren in Sarrià de Ter
- Álex Jaime (1998) wielrenner